# Aizenaha
『Aizenaha』（アイゼナハ）は、より子。のインディーズデビューアルバム。

## 解説
2002年3月27日に発売（2002年7月24日に再発）された。全作詞・作曲はより子。。初期生産盤と再発盤とではCD番号が異なるだけで収録内容やデザインに変更はない。
タイトルはアイゼナハピアノのことを指しており、CDジャケットもピアノの鍵盤の写真を使用している。アルバム収録曲全てがニッポン放送『LF+Rフライングナイト』で披露された楽曲であり、インストゥルメンタル曲2曲を含む。この当時は積極的に顔出しはしておらず、パッケージやブックレットには本人による自画像のイラスト等が描かれている。アーティスト写真もこの頃は自画像イラストをもって発表していた。
アルバムプロモーション用としてフリーサンプラーCDが制作され、アルバム発売前の2002年3月8日に全国HMVの各店舗にて3,000枚限定で配布された。発売当初はほとんど無名に近く、ラジオのリスナーを中心に支持されていた。だが、実母との共同著書『より子。 天使の歌声 小児病棟の奇跡』で小児がんであったことを公表し、松浦亜弥主演で自身の生い立ちがドラマ化されると、オリコンチャート上に再浮上する現象を引き起こし、オリコンアルバムチャート最高位26位を記録した。また、収録曲「Plume Radio」がフジテレビ系『めちゃ2イケてるッ!』エンディングテーマに起用されたことからロングセールスとなり、現在までに出荷枚数にして8万枚を記録している。
作品にはセブンHOUSE（現在解散）のオグとヒロキがミュージシャンとして参加している。また、ブックレット内に記載されているスペシャルサンクスの欄には元モーニング娘。の飯田圭織と矢口真里の名前がクレジットされている。飯田については、自身が飯田がニッポン放送でパーソナリティーをしていた番組『飯田圭織・今夜も交信中!』が好きでよく聴いていたということから収録曲「Plume Radio」が生まれた所以によるものである。矢口については、当時プライベートで親交があり、同じくニッポン放送『矢口真里のオールナイトニッポンスーパー』でのジングルが収録曲が「ほんとはね。」であった所以によるものである。
『五体不満足』の著者としても知られるスポーツライターの乙武洋匡は、『より子。 天使の歌声 小児病棟の奇跡』のより子との対談において「学校に行っていないのによくあんなに言葉が出てくる。」「メッセージ性があるなあとか、詞としてすごい泣かせるなあっていう曲も多い。」と評価している。
代表曲としても知られることとなった収録曲「ほんとはね。」は、プロモーションビデオにはリリー・フランキーがわずかではあるが出演している。また、2004年にソニンによってカバーされ、シングルとして発表されている。

## 収録曲
全作詞・作曲：より子。
1. イロ
編曲：より子。＆hasie
2. ほんとはね。
編曲：より子。＆高橋諭一
  - フジテレビ系スペシャルドラマ『天使の歌声 〜小児病棟の奇跡〜』主題歌、フジテレビ系『世界密着TV!ワレワレハ地球人ダ!!』挿入歌
  - 2004年にソニン、2017年に南條愛乃がアルバム「サントロワ∴」でカバーした。
3. LAST OF PAST
編曲：より子。
  - インスト曲。
4. My REVoLUTIoN
編曲：hasie＆ubu
5. 鏡
編曲：高橋諭一
6. Na-MI
編曲：より子。
7. 箱のなか
編曲：hasie
8. みんなぼっち
編曲：より子。＆高橋諭一
9. ありがと。
編曲：より子。
10. Plume Radio
編曲：小松秀行
  - フジテレビ系『めちゃ×2イケてるッ!』エンディングテーマ
11. NOISE
編曲：高橋諭一＆hasie
12. Born
編曲：より子。
  - インスト曲。
13. No name
編曲：高橋諭一＆hasie
  - フジテレビ系『世界密着TV! ワレワレハ地球人ダ!!』挿入歌

## ほんとはね。
「ほんとはね。」は、ソニンの5枚目のシングル。

### 解説
- 今作よりインディーズレーベルへ移籍。
- 同事務所のより子。の楽曲をカバー。
- プロモーションビデオを収録した特典DVDが付属。

### 収録曲
1. ほんとはね。
作詞・作曲：より子。　編曲：より子。＆湯浅公一